# Oberonia bilobata
Oberonia bilobata är en orkidéart som beskrevs av Rudolf Schlechter. Oberonia bilobata ingår i släktet Oberonia och familjen orkidéer. Inga underarter finns listade i Catalogue of Life.